# رازیانه دریایی
کریتمم (نام علمی: Crithmum maritimum) نام یک گونه از تیره چتریان است.